# Jessye Norman
Jessye Mae Norman (Augusta, 15 settembre 1945 – New York, 30 settembre 2019) è stata un soprano statunitense.
È stata associata, sin dal suo debutto, ai ruoli drammatici di Aida (Aida), Cassandra (Les Troyens), Alceste (Alceste), e Leonora (Fidelio), prima di volgere la sua attenzione all'intero repertorio della musica del XIX e XX secolo, particolarmente a quella tedesca e francese. Nel 2015 ha vinto il Premio Wolf per le arti nella musica, condiviso con Murray Perahia.

## Biografia
Nata negli Stati Uniti in una famiglia di musicisti dilettanti (madre pianista e padre cantante nel coro locale), con legami italiani con la famiglia D'Alessandro, famiglia originaria di Arezzo, iniziò lo studio della musica ad Augusta, passando poi alla Howard University dove si diplomò in musica nel 1967. Si perfezionò con il baritono Pierre Bernac all'Università del Michigan, passando poi al Conservatorio (Peabody Conservatory) di Baltimora. L'anno seguente vinse il Concorso internazionale di musica ARD a Monaco di Baviera. 
Nel 1968 fa la sua prima apparizione nel National Council Concert per il Metropolitan Opera House di New York.
Fece il suo debutto nel 1969 nel ruolo di Elisabeth nel Tannhäuser all'Opera di Berlino. In seguito cantò in diversi teatri tedeschi e italiani. Nel 1972 è Aida nella replica nel Teatro alla Scala di Milano di Aida di Giuseppe Verdi diretta da Claudio Abbado.
Al Royal Opera House di Londra è Cassandra ne Les Troyens nel 1972, Elisabeth in Tannhäuser nel 1973 e Primadonna in Ariadne auf Naxos con Kathleen Battle nel 1985.
Tornata negli Stati Uniti nel 1973 fece il suo debutto al Lincoln Center e, dieci anni dopo, nel 1983 debutta come Cassandra in una recita de Les Troyens di Berlioz con Plácido Domingo al Metropolitan Opera, nell'ambito dei festeggiamenti per il centesimo anniversario del teatro. Nel 1984 è Jocasta in Oedipus rex di Stravinskij e Ariadne in Ariadne auf Naxos e nel 1986 canta nel Norman - Levine Concert, nel 1987 è Elisabeth nel Tannhäuser e Madame Lidoine ne I dialoghi delle Carmelitane, nel 1989 è Judith in Bluebeard's Castle con Samuel Ramey e The Woman in Erwartung di Arnold Schönberg, Sieglinde in Die Walküre con Hildegard Behrens e Christa Ludwig, nel 1991 è Kundry in Parsifal con Domingo, nel 1996 è Emilia Marty in The Makropulos Case di Leoš Janáček.
Alla Scala dopo il 1972 ha tenuto tre concerti nel 1977, uno nel 1981 e uno nel 1987. Nel 1978 tenne un recital al Grand Théâtre di Ginevra.
Jessye Norman venne spesso chiamata ad esibirsi in occasione di avvenimenti pubblici e cerimonie come nel caso dell'insediamento di due presidenti degli Stati Uniti nel 1985 e nel 1997, e per il sessantesimo compleanno della regina Elisabetta II. Ma l'evento più sorprendente nel quale ha cantato è stato per la celebrazione del bicentenario della rivoluzione francese nel concerto tenuto a Place de la Concorde a Parigi, dove cantò La Marseillaise, indossando un abito dai colori della bandiera francese, disegnato dallo stilista Jean-Paul Goude.
La maggior parte della sua attività artistica è consistita in concerti e recital, piuttosto che in recite di intere opere. Il suo repertorio più importante va da Beethoven a Berg e da Berlioz a Poulenc, ma fra le sue romanze esistono anche musiche di Purcell, Haydn, Gluck, Mozart, Verdi, Mahler, Richard Strauss, Bartok, Duke Ellington, e numerosi spiritual. Ha eseguito la prima del ciclo di canzoni  Woman life song di Judith Weir, un'opera commissionata per lei dalla Carnegie Hall, su testi di Toni Morrison, Maya Angelou e Clarissa Pinkola Estés. La Norman ha poi inciso un album di jazz, Jessye Norman chante Michel Legrand.
Ad essa si ispira il film francese del 1981, Diva. La sua voce e la sua personalità hanno indotto i suoi fans a soprannominarla Just Enormous (gioco sonoro con il suo nome, e che significa «davvero enorme, grandiosa»).
Nel 1984 è Didon/Elissa nella prima rappresentazione nel Théâtre national de l'Opéra-Comique di Parigi di Didone ed Enea di Henry Purcell e il governo francese le ha conferito il titolo di Commandeur de l'ordre des Arts et des Lettres. Nel 1985 è Primadonna/Ariadne in Ariadne auf Naxos al Wiener Staatsoper. Nel 1986 è Mulier Samaritana nella ripresa nel Großes Festspielhaus di Salisburgo della Sinfonia n. 8 di Mahler con Christa Ludwig diretta da Lorin Maazel e nel 1988 canta There's a Man Goin' Round nella colonna sonora del film Voci lontane... sempre presenti. Sempre nel 1988 partecipa a Salisburgo ad uno degli ultimi concerti diretti da Herbert von Karajan con i Wiener Philharmoniker interpretando musiche di Wagner.  Nel 1989 cantò in due recital per il San Francisco Opera, canta Hymne à la Liberté di Georges Delerue nella colonna sonora de La rivoluzione francese ed ha ricevuto la Legion d'Onore dal presidente francese Mitterrand. Cantò Im Abendrot da Vier letzte Lieder con la Gewandhausorchester Leipzig diretta da Kurt Masur nella colonna sonora di Cuore selvaggio e la sua città natale, Augusta, ha intitolato al suo nome un anfiteatro nel 1990. Partecipa al David Letterman Show negli anni 1994, 1998 e 2014.
Nel 2010 tenne un concerto a Masada registrando il tutto esaurito. Nel 2012 tenne un concerto al Palacio de Bellas Artes di Città del Messico.

## Riconoscimenti
Nel 1990 fu nominata Ambasciatrice Onoraria presso le Nazioni Unite dal Segretario Xavier Perez de Cuellar.
Nel 1997, le è stato conferito un importante premio negli Stati Uniti nel campo delle arti dello spettacolo, il Kennedy Center Honors, risultando così come il più giovane destinatario di questo riconoscimento. Nel 1999 la sua incisione di Castello di Barbablù con Pierre Boulez e la Chicago Symphony Orchestra ha ricevuto il Grammy Award per la migliore opera e nel 2002 cantò Beim Schlafengehen da Vier letzte Lieder di Richard Strauss con la Gewandhausorchester di Lipsia, diretta da Masur nella colonna sonora del film The Hours. Nel 2006 vinse il premio Grammy Award alla carriera (quarto cantante d'opera) e nel 2008 canta Padre, Germani, Addio! (da Idomeneo) con Heather Harper nella colonna sonora del film Soffocare.

## Onorificenze
- CableACE Award - 1993

## Repertorio
| Ruolo                                 | Titolo                       | Autore      |
| ------------------------------------- | ---------------------------- | ----------- |
| Judith                                | Il castello di Barbablù      | Bartók      |
| Leonore                               | Fidelio                      | Beethoven   |
| Carmen                                | Carmen                       | Bizet       |
| Marguerite                            | La damnation de Faust        | Berlioz     |
| Cassandre Didon                       | Les Troyens                  | Berlioz     |
| Pénélope                              | Pénélope                     | Fauré       |
| Alceste                               | Alceste                      | Gluck       |
| Deborah                               | Deborah                      | Händel      |
| Rosina                                | La vera costanza             | Haydn       |
| Armida                                | Armida                       | Haydn       |
| Emilia Marty                          | L'affare Makropulos          | Janáček     |
| Santuzza                              | Cavalleria rusticana         | Mascagni    |
| Salome                                | Hérodiade                    | Massenet    |
| Selika                                | L'Africaine                  | Meyerbeer   |
| Arminda                               | Die Gärtnerin aus Liebe      | Mozart      |
| Idamante                              | Idomeneo, Re di Creta        | Mozart      |
| Contessa d'Almaviva                   | Le nozze di Figaro           | Mozart      |
| Donna Elvira                          | Don Giovanni                 | Mozart      |
| Hélène                                | La belle Hélène              | Offenbach   |
| Antonia Giulietta                     | Les Contes d'Hoffmann        | Offenbach   |
| Madame Lidoine                        | Les dialogues des Carmélites | Poulenc     |
| Elle                                  | La voix humaine              | Poulenc     |
| Dido                                  | Dido and Æneas               | Purcell     |
| Phèdre                                | Hippolyte et Aricie          | Rameau      |
| La donna                              | Erwartung                    | Schönberg   |
| Salome                                | Salome                       | Strauss     |
| Ariadne Primadonna                    | Ariadne auf Naxos            | Strauss     |
| Contessa Madeleine (scena finale)     | Capriccio                    | Strauss     |
| Jocasta                               | Oedipus Rex                  | Stravinskij |
| Giulietta di Kelbar                   | Un giorno di regno           | Verdi       |
| Medora                                | Il corsaro                   | Verdi       |
| Aida                                  | Aida                         | Verdi       |
| Elisabeth                             | Tannhäuser                   | Wagner      |
| Elsa                                  | Lohengrin                    | Wagner      |
| Sieglinde                             | Die Walküre                  | Wagner      |
| Dritte Norn Brünnhilde (scena finale) | Götterdämmerung              | Wagner      |
| Isolde (II atto e scena finale)       | Tristan und Isolde           | Wagner      |
| Senta (Ballad)                        | Der Fliegende Holländer      | Wagner      |
| Kundry                                | Parsifal                     | Wagner      |
| Euryanthe                             | Euryanthe                    | Weber       |

## Discografia

### Opera
- Bartók, Il castello di Barbablù (A Kékszakállú herceg vára, Sz. 48, op. 11) (Judith), dir. Pierre Boulez, con László Polgár (Deutsche Grammophon)
- Bartok, Il castello di Barbablù (A Kékszakállú Herceg Vára, dir. Pierre Boulez, con Peter Fried (basso), Orchestre de Paris (Live Recording/Radio France, 2006, CD4063 House of Opera
- Beethoven, Fidelio (Léonore), con Reiner Goldberg e Kurt Moll dir. Bernard Haitink 1989 (Decca)
- Bizet, Carmen (Carmen), dir. Seiji Ozawa, con Neil Shicoff, Simon Estes e Mirella Freni 1988 (Philips-Decca)
- Debussy, L'Enfant prodigue (Lia), dir. Gary Bertini, con José Carreras e Dietrich Fischer-Dieskau (Orfeo)
- Fauré, Pénélope (Pénélope), dir. Charles Dutoit con Alain Vanzo e José van Dam (Erato)
- Gluck, Alceste (Alceste), dir. Serge Baudo, con Nicolai Gedda e Siegmund Nimsgern (Orfeo)
- Haydn, Armida (Armida), dir. Antal Doráti (Philips)
- Haydn, La vera costanza (Rosina), dir. Antal Doráti (Philips)
- Mascagni, Cavalleria rusticana (Santuzza), dir. Semën Byčkov, con Dmitrij Chvorostovskij 1990 (Philips-Decca)
- Meyerbeer, L'Africaine (Sélica), dir. Riccardo Muti (live a Firenze, 1971) (Opera d'oro)
- Mozart, Idomeneo (Idamante), dir. Colin Davis, con Heather Harper e Nicolai Gedda (live a Roma, 25 marzo 1971) (Opera d'oro)
- Mozart, Die Gärtnerin aus Liebe, versione tedesca de La finta giardiniera (Arminda), dir. Hans Schmidt-Isserstedt, con Helen Donath, Werner Hollweg, Ileana Cotrubaș, Hermann Prey e Tatiana Troyanos (Philips)
- Mozart, Le nozze di Figaro (La contessa), dir. Colin Davis, con Mirella Freni e Wladimiro Ganzarolli 1971 (Philips-Decca)
- Offenbach, La Belle Hélène (Hélène), dir. Michel Plasson con John Aler, Gabriel Bacquier e Jean-Philippe Lafont, 1984 (EMI)
- Offenbach, Les Contes d'Hoffmann (Giulietta), dir. Sylvain Cambreling, con Neil Shicoff e José van Dam (EMI)
- Offenbach, Les Contes d'Hoffmann (Antonia), dir. Jeffrey Tate, con Cheryl Studer, Francisco Araiza, Eva Lind, Anne-Sofie von Otter e Samuel Ramey 1989 (Decca)
- Purcell, Didone ed Enea (Didon), con Thomas Allen e Patricia Kern dir. Raymond Leppard 1985 (Decca)
- Schoenberg, Erwartung, dir. James Levine (Philips)
- Richard Strauss, Ariadne auf Naxos (Primadonna/Ariadne), dir. Kurt Masur, con Julia Varady, Dietrich Fischer-Dieskau, Edita Gruberová  (Philips)
- Richard Strauss, Salomè (Salomé), dir. Seiji Ozawa, con James Morris (Philips)
- Stravinskij, Oedipus rex (Jocaste), dir. Seiji Ozawa, con Peter Schreier, Bryn Terfel e Georges Wilson (narratore) (Philips)
- Stravinski, Oedipus rex (Jocaste), dir. Colin Davis, con Thomas Moser, Siegmund Nimsgern e Michel Piccoli (narratore) (Orfeo)
- Tippett, A Child of our Time, dir. Colin Davis, con Janet Baker e John Shirley-Quirk (Philips)
- Verdi, Il corsaro (Medora), dir. Lamberto Gardelli, con Montserrat Caballé e José Carreras (Philips)
- Verdi, Un giorno di regno (Giulietta), dir. Lamberto Gardelli, con Fiorenza Cossotto e José Carreras (Philips)
- Verdi, Aida (Aida), dir. Nino Sanzogno, con Fiorenza Cossotto (Opera d'oro)
- Wagner, Morte d'Isotta (Isoldes Liebestod) o Tristano e Isotta: Mild und leise (Morte d'Isotta), dir. Herbert von Karajan (Deutsche Grammophon)
- Wagner, Opera Scenes (Tristano e Isotta-prélude et mort d'Isolde, Tannhäuser- Elisabeth, extr. actes II & III, Il vascello fantasma- ballade de Senta, acte II, Il crepuscolo degli dei-scène finale), dir. Klaus Tennstedt (EMI)
- Wagner, Lohengrin (Elsa), dir. Georg Solti, con Plácido Domingo (Decca) - Grammy Award for Best Opera Recording 1989
- Wagner, Die Walküre (Sieglinde), dir. James Levine, con Gary Lakes, James Morris, Hildegard Behrens e Christa Ludwig (Deutsche Grammophon)
- Wagner, Die Walküre (Sieglinde), dir. Marek Janowski, con Siegfried Jerusalem, Kurt Moll e Theo Adam (RCA)
- Wagner, Parsifal (Kundry), dir. James Levine, con Plácido Domingo (Deutsche Grammophon)
- Weber, Euryanthe (Euryanthe), dir. Marek Janowski, con Nicolai Gedda (Berlin Classics)

### Lied, melodie ecc.
- Berg, Sieben frühe Lieder, Altenberg Lieder, Jugendlieder, dir. Pierre Boulez (Sony)
- Berg, Der Wein, dir. Pierre Boulez (Sony)
- Berlioz, La Mort de Cléopâtre, dir. Daniel Barenboim (Deutsche Grammophon)
- Berlioz, Les Nuits d'été, dir. Colin Davis (Philips)
- Berlioz, Roméo et Juliette, dir. Riccardo Muti (EMI)
- Brahms, Lieder, pianoforte Daniel Barenboim (Deutsche Grammophon)
- Brahms, Lieder, pianoforte Geoffrey Parsons (Philips)
- Brahms, Rhapsodie pour alto, dir. Riccardo Muti (Philips)
- Chausson, Poème de l'amour et de la mer, Chanson perpétuelle, Mélodies, dir. Armin Jordan, pianoforte Michel Dalberto (Erato)
- Duparc, Mélodies, pianoforte Dalton Baldwin (in Les Chemins de l'amour, Philips)
- Mahler, Lieder eines fahrenden Gesellen, dir. Bernard Haitink (Philips)
- Mahler, Kindertotenlieder, dir. Seiji Ozawa (Philips)
- Mahler, Das Lied von der Erde, dir. Colin Davis, con Jon Vickers (Philips)
- Mahler, Das Lied von der Erde, dir. James Levine, con Siegfried Jerusalem (Deutsche Grammophon)
- Mahler, Des Knaben Wunderhorn, dir. Bernard Haitink, con John Shirley-Quirk (Philips)
- Mahler, Lieder, pianoforte Irwin Gage (in Schubert/Mahler, Philips)
- Poulenc, Mélodies, pianoforte Dalton Baldwin (in Les Chemins de l'amour, Philips)
- Ravel, Shéhérazade, dir. Colin Davis (Philips)
- Ravel, Sheherazade, Chansons madécasses, membres de l'Ensemble InterContemporain e BBC Symphony Orchestra, dir. Pierre Boulez, Norman, Harper, Van Dam, (Sony) - Grammy Award for Best Classical Vocal Solo 1985
- Ravel, Chansons madécasses, Chanson du rouet, pianoforte Dalton Baldwin, violoncello Renaud Fontanarosa, flauto Michel Debost (EMI)
- Ravel, Deux mélodies hébraïques, pianoforte Dalton Baldwin (in Les Chemins de l'amour, Philips)
- Satie, Mélodies, pianoforte Dalton Baldwin (in Les Chemins de l'amour, Philips)
- Schoenberg, Brettl-Lieder, pianoforte James Levine (Philips)
- Schoenberg, Gurrelieder (Tove), dir. Seiji Ozawa con Tatiana Troyanos et James McCracken (Philips)
- Schoenberg, Lied der Waldtaube, dir. Pierre Boulez (Sony)
- Schubert, Lieder, pianoforte Phillip Moll (Philips)
- Schubert, Lieder, pianoforte Irwin Gage (in Schubert/Mahler, Philips)
- Schumann, L'amour et la vie d'une femme (Frauenliebe und Leben), Liederkreis op. 39, pianoforte Irwin Gage (Philips)
- Richard Strauss, Vier letzte Lieder, et autres Lieder avec orchestre, dir. Kurt Masur 1982 (Philips)
- Richard Strauss, Lieder, pianoforte Geoffrey Parsons (Philips)
- Wagner, Wesendonck Lieder e Mort d'Isolde (Isoldes Liebestod), dir. Colin Davis (Philips)
- Wagner, Wesendonck Lieder, dir. Pierre Boulez (live - Gala)
- Wagner, Wesendonck Lieder, pianoforte Irwin Gage (EMI)
- Schubert/Mahler: Lieder, pianoforte Irwin Gage (Philips)
- Les Chemins de l'amour (Duparc, Ravel, Poulenc, Satie), pianoforte Dalton Baldwin (Philips)
- Tchaikovsky Gala in Leningrad, dir. Youri Temirkanov, con Itzhak Perlman et Yo-Yo Ma: Chansons françaises op. 65, nº 1 "Sérénade" & 6 "Rondel" ; "Adieu, forêts", extr. de La Pucelle d'Orléans (RCA)
- Jessye Norman: Edinburgh International Festival 1972 (Brahms, Ravel, Schubert, Strauss) (Arkadia)
- An Evening with Jessye Norman (live) (Purcell, Wagner-Wesendonck Lieder, Mahler-Rückert Lieder, Ravel-Mélodies hébraïques, Spirituals, Wolf, Debussy), pianoforte Irwin Gage (non menzionato sul CD) (Opera d'oro)
- Live at Hohenems (1987) (Haendel, Schumann, Schubert, Brahms, Strauss, Spirituals), pianoforte Geoffrey Parsons (Philips)
- Jessye Norman Live - Geoffrey Parsons (1987) (Haydn, Haendel, Berg, Mahler, Strauss, Spirituals, Ravel) (Philips)
- Salzburg Recital (1990) (Beethoven, Wolf, Debussy), piano James Levine (Philips)
- La Marseillaise, dir. Semyon Bychkov (Philips, 1989, bicentenario della rivoluzione francese)
- The last night of the Proms, dir. Colin Davis (Philips)

### Musica sacra
- Beethoven, Missa Solemnis, dir. James Levine con Cheryl Studer, Plácido Domingo e Kurt Moll (Deutsche Grammophon)
- Brahms, Ein deutsches Requiem (Un requiem tedesco), dir. Klaus Tennstedt (EMI)
- Bruckner, Te Deum, dir. Daniel Barenboim, con Samuel Ramey e Yvonne Minton (Deutsche Grammophon)
- Franck, Les Béatitudes (oratorio), dir. Rafael Kubelík, con Brigitte Fassbaender, René Kollo, Dietrich Fischer-Dieskau (Gala)

### Sinfonia
- Beethoven, Sinfonia n. 9, Wiener Philharmoniker, dir. Karl Böhm, con Brigitte Fassbaender, Plácido Domingo e Walter Berry (Deutsche Grammophon)
- Beethoven, Sinfonia n. 9, Orchestra Sinfonica di Chicago, dir. Georg Solti, con Reinhild Runkel e Hans Sotin (Decca)
- Mahler, Sinfonia n. 2, Wiener Philharmoniker, dir. Lorin Maazel, avec Éva Marton (Sony)
- Mahler, Sinfonia n. 3, Wiener Philharmoniker, dir. Claudio Abbado (Deutsche Grammophon)
- Mahler, Sinfonia n. 3, Boston Symphony Orchestra, dir. Seiji Ozawa (Philips)

### Altro
- Spirituals, pianoforte Dalton Baldwin (Philips)
- Spirituals in concert, dir. James Levine, con Kathleen Battle (Deutsche Grammophon)
- With a song in my heart (Richard Rodgers, Cole Porter, Jerome Kern ecc.) (Philips)
- Lucky to be me (Leonard Bernstein, George Gershwin, Kurt Weill, Michel Legrand, Billy Joel, Richard Rodgers) (Philips)
- I was born in love with you: Jessye Norman sings Michel Legrand musica di Michel Legrand, con Legrand al pianoforte, il bassista Ron Carter ed il percussionista Grady Tate 2000 (Philips)
- Jessye Norman a Notre-Dame, dir. Lawrence Foster (Philips)
- In the Spirit: Sacred Music for Christmas (Philips)
- Christmastide (Philips)
- Les plus beaux Ave Maria et chants sacrés, dir. Kurt Redel (Philips)
- Sacred Songs, dir. Alexander Gibson (Philips)
- Amazing Grace (Philips)

## Videografia
- Berlioz, Les Troyens (Cassandre), dir. James Levine, con Plácido Domingo e Tatiana Troyanos 1983 (DVD Deutsche Grammophon-Universal)
- Strauss, Ariadne auf Naxos (Primadonna/Ariadne), dir. James Levine, con James King, Kathleen Battle e Tatiana Troyanos 1988 (DVD Deutsche Grammophon-Universal)
- Stravinski, Oedipus rex (Jocaste), dir. Seiji Ozawa, con Philip Langridge e Bryn Terfel regista Julie Taymor (DVD Philips-Universal)
- Vangelis, Mythodea: Music for the NASA Mission: 2001 Mars Odyssey, con Kathleen Battle (DVD Sony)
- Verdi, Requiem, dir. Claudio Abbado, con Margaret Price, José Carreras e Ruggero Raimondi (DVD Arthaus Musik)
- Wagner, Die Walküre (Sieglinde), dir. James Levine, con Hildegard Behrens, Kurt Moll, Gary Lakes, James Morris e Christa Ludwig 1988 (DVD Deutsche Grammophon-Universal)
- Wagner, Mort d'Isolde (Isoldes Liebestod), dir. Herbert von Karajan, in Karajan in Salzburg (VHS Deutsche Grammophon)
- Jessye Norman sings Carmen, Orchestre national de France/Neil Shicoff, dir. Seiji Ozawa 1989 (DVD Philips)
- Hohenems Recital (Haendel, Schumann, Schubert, Brahms, Strauss, Spirituals), pianoforte Geoffrey Parsons (VHS Philips)
- Spirituals in concert, dir. James Levine, con Kathleen Battle (VHS Deutsche Grammophon)
- The Seattle Symphony Orchestra Live From Benaroya Hall, dir. Gerard Schwarz (VHS Lark)
- Jessye Norman at Christmas (concert à Notre-Dame de Paris), dir. Lawrence Foster (DVD Philips-Universal)
- Christmastide (VHS Philips)
- Amazing Grace con Bill Moyers (VHS)
- Symphony for the Spire, con Plácido Domingo, Kenneth Brannagh, Ofra Harnoy e Charlton Heston 1992 (DVD Warner/Kultur)
- The People's Passion: A Musical for Easter, con Thomas Allen (DVD Warner)
- Marian Anderson (VHS Kultur Video)
- Jessye Norman: A Portrait (DVD Decca-Universal)